# Koleka Putuma
Koleka Putuma, född den 22 mars 1993 i Port Elizabeth i Sydafrika, är en poet, dramatiker och teaterregissör.

## Biografi
Putuma har studerat teater och performance vid University of Cape Town.
2016 tilldelades hon sydafrikanska PEN:s studentpris för sin dikt 'Water'.
Återkommande teman i Putumas verk är kärlek, queerhet, dekolonial kamp, arvet från apartheid samt intersektionen mellan patriarkatet och dessa idéer och identiteter. Hon arbetar som teaterproducent för Design Indaba och bor i Kapstaden.
Putuma blev 2017 uppmärksammad globalt i samband med publiceringen av hennes debutdiktsamling Collective Amnesia (övers. Kollektiv minnesförlust). Johannesburg Review of Books hyllade Putuma som ett "geni". Diktsamlingen släpptes tillsammans med fotografier av Kapstadsbaserade fotografen Andy Mkosi. Inom tre månader hade boken sålt 2000 exemplar, lanserats i 17 länder utöver Sydafrika samt inkluderats i kurslitteratur vid universitet i både Sydafrika och Sverige. Efter åtta månader hade boken sålts i över 5000 exemplar och Putuma hade framfört den på tre kontinenter. Boken har översatts till spanska, danska och tyska. En översättning på svenska kommer under 2020. Collective Amnesia har på kort tid blivit en nyckeltext för att förstå det postkoloniala Sydafrika, särskilt med fokus på svarta kvinnors kroppar och queeridentiteter. Skribenten Chelsea Haith har skrivit att samlingen är lika mycket ett "kulturellt objekt" i det samtida Sydafrika, som det är en text. Boken utmärker sig för sin upprepade användning av ordet womxn, som uttryckligen inkluderar såväl transkvinnor som women of color.
Även Putumas texter för teatern har rosats av kritiker. Hennes  pjäs No Easter Sunday for Queers uppmärksammar den våldsamma diskriminering som lesbiska i Sydafrika utsätts för. 
Putuma deltog på Bokmässan i Göteborg 2018 och kommer även att delta 2021.

### Teater
- SCOOP: kitchen play for carers and babes (2013) - den första sydafrikanska pjäsen för spädbarn upp till 12 månader, med Magnet Theatre[2]
- Ekhaya - skriven för 2–7-åringar[2]
- UHM (2014)[2]
- Woza Sarafina (2016)[2]
- Mbuzeni ' (2018)[2]
- No Easter Sunday for Queers (2019)[2]

### Poesi
- Imbebwu Yesini (2016, redaktör) [18]
- Collective Amnesia (2017)[19]

## Priser och utmärkelser
- National Poetry Slam Championship (2014)[7]
- PEN South Africa Student Writing Prize (2016)[3]
- Mbokodo Rising Light Award (2017) [20]
- SCrIBE Scriptwriting Competition (2018) [21]
- Forbes Africa 30 under 30 Honouree (2018)[4]
- Glenna Luschei-pris för afrikansk poesi (2018)[22]
- Distell National Playwright Competition (2019) [23]